# Rivne, Pervomaiske
Rivne (în ucraineană Рівне) este un sat în comuna Susanine din raionul Pervomaiske, Republica Autonomă Crimeea, Ucraina.

## Demografie
Componența lingvistică a localității Rivne
     Tătară crimeeană (39,52%)
     Rusă (38,31%)
     Ucraineană (20,97%)
Conform recensământului din 2001, nu exista o limbă vorbită de majoritatea populației, aceasta fiind compusă din vorbitori de tătară crimeeană (39,52%), rusă (38,31%) și ucraineană (20,97%).